# Johan Jensen (wiskundige)

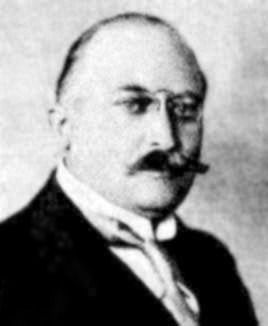

Johan Willem Ludwig Valdemar Jensen (vooral bekend als Johan Jensen) (8 mei 1859 - 5 maart 1925) was een Deens wiskundige en ingenieur. Hij was van 1892 tot 1903 voorzitter van het Deens wiskundig genootschap.
Jensen is vooral bekend om zijn beroemde ongelijkheid van Jensen. In 1915 bewees Jensen ook de formule van Jensen in de  complexe analyse.